# Drapetisca
Genre
Drapetisca est un genre d'araignées aranéomorphes de la famille des Linyphiidae.

## Distribution
Les espèces de ce genre se rencontrent en écozone holarctique.

## Liste des espèces
Selon World Spider Catalog (version 26, 18/02/2025) :
- Drapetisca alteranda Chamberlin, 1909
- Drapetisca bicruris Tu & Li, 2006
- Drapetisca boletus Irfan, Zhang & Peng, 2025
- Drapetisca nanpingensis Irfan, Zhang & Peng, 2025
- Drapetisca oteroana Gertsch, 1951
- Drapetisca socialis (Sundevall, 1833)
- Drapetisca yuelushanensis Irfan, Zhang & Peng, 2025

## Systématique et taxinomie
Ce genre a été décrit par Menge en 1866.

## Publication originale
- Menge, 1866 : « Preussische Spinnen. Erste Abtheilung. » Schriften der Naturforschenden Gesellschaft in Danzig, (N.F.) vol. 1, p. 1-152 (texte intégral).